# Arpelihore
Arpelihore är en bergstopp i Schweiz. Den ligger i distriktet Sion och kantonen Valais, i den sydvästra delen av landet, 70 km söder om huvudstaden Bern. Toppen på Arpelihore är 2 920 meter över havet.